# Campeonato Mundial de Atletismo Sub-20 de 2016 - Lançamento de martelo feminino
A prova do lançamento de martelo feminino do Campeonato Mundial de Atletismo Sub-20 de 2016 ocorreu entre os dias 21 e 23 de julho em Bydgoszcz, na Polônia. 

## Recordes
Antes desta competição, os recordes mundiais e do campeonato nesta prova eram os seguintes:
|     | Nome                | Nacionalidade | Distância | Local     | Data                |
| --- | ------------------- | ------------- | --------- | --------- | ------------------- |
| WJR | Zhang Wenxiu        | China         | 73.24 m   | Changsha  | 24 de junho de 2005 |
| CR  | Alexandra Tavernier | França        | 70.62 m   | Barcelona | 14 de julho de 2012 |
| WJL | Ayamey Medina       | Cuba          | 68.98 m   | Havana    | 27 de maio de 2016  |

## Medalhistas
| Ouro                          | Prata                  | Bronze              |
| Beatrice Nedberge Llano (NOR) | Alexandra Hulley (AUS) | Suvi Koskinen (FIN) |

## Cronograma
Todos os horários são locais (UTC+1).
| Data        | Hora  | Evento       |
| ----------- | ----- | ------------ |
| 21 de julho | 09:30 | Qualificação |
| 23 de julho | 17:00 | Final        |

## Resultados

### Qualificação
Qualificação: 61,50 m (Q) ou pelo menos melhor 12 qualificado (q) 
| Posição | Grupo | Atleta                    | Nacionalidade  | #1    | #2    | #3    | Resultados | Notas |
| ------- | ----- | ------------------------- | -------------- | ----- | ----- | ----- | ---------- | ----- |
| 1       | A     | Krista Tervo              | Finlândia      | 56.65 | 58.86 | 64.63 | 64.63      | Q     |
| 2       | A     | Beatrice Nedberge Llano   | Noruega        | 57.71 | 63.60 |       | 63.60      | Q     |
| 3       | B     | Suvi Koskinen             | Finlândia      | 62.67 |       |       | 62.67      | Q,    |
| 4       | B     | Alexandra Hulley          | Austrália      | 62.65 |       |       | 62.65      | Q     |
| 5       | B     | Sara Fantini              | Itália         | 61.62 |       |       | 61.62      | Q     |
| 6       | A     | Emma Thor                 | Suécia         | x     | x     | 61.33 | 61.33      | q,    |
| 7       | B     | Grete Ahlberg             | Suécia         | 59.62 | 61.01 | x     | 61.01      | q     |
| 8       | B     | Ayamey Medina             | Cuba           | x     | 59.84 | x     | 59.84      | q     |
| 9       | A     | Kinga Łepkowska           | Polónia        | 59.01 | 59.79 | 59.46 | 59.79      | q     |
| 10      | B     | Anastasiya Maslova        | Bielorrússia   | x     | 59.52 | 58.31 | 59.52      | q     |
| 11      | B     | Shang Ningyu              | China          | 59.03 | x     | 56.73 | 59.03      | q     |
| 12      | A     | Mayra Gaviria             | Colômbia       | 58.87 | x     | 58.06 | 58.87      | q     |
| 13      | A     | Xu Xinying                | China          | 57.44 | 58.71 | x     | 58.71      |       |
| 14      | A     | Michelle Döpke            | Alemanha       | 57.96 | 58.30 | 58.63 | 58.63      |       |
| 15      | B     | Sade Olatoye              | Estados Unidos | x     | 55.61 | 58.52 | 58.52      |       |
| 16      | A     | Lucia Prinetti Anzalapaya | Itália         | 54.90 | 58.27 | 57.30 | 58.27      |       |
| 17      | B     | Viktoriia Sakhno          | Ucrânia        | 57.85 | x     | 53.61 | 57.85      |       |
| 18      | A     | Joy McArthur              | Estados Unidos | 57.04 | x     | x     | 57.04      |       |
| 19      | A     | Deniz Yaylacı             | Turquia        | 56.72 | x     | x     | 56.72      |       |
| 20      | A     | Eva Mustafić              | Croácia        | 56.44 | 55.32 | 56.61 | 56.61      |       |
| 21      | A     | Viktoriia Holda           | Ucrânia        | 56.35 | 56.06 | x     | 56.35      |       |
| 22      | B     | Nadějná Skypalová         | Chéquia        | x     | 55.55 | 18.17 | 55.55      |       |
| 23      | B     | Lauren Bruce              | Nova Zelândia  | x     | 55.17 | x     | 55.17      |       |
| 24      | B     | Camryn Rogers             | Canadá         | x     | 53.58 | x     | 53.58      |       |
| 25      | B     | Polina Ciui               | Moldávia       | 53.57 | 51.76 | 52.57 | 53.57      |       |
| 26      | A     | Mariana García            | Chile          | x     | x     | 49.79 | 49.79      |       |

### Final
A prova final foi realizada no dia 23 de julho às 17:00. 
| Posição           | Atleta                  | Nacionalidade | #1    | #2    | #3    | #4    | Resultados | Notas           |
| ----------------- | ----------------------- | ------------- | ----- | ----- | ----- | ----- | ---------- | --------------- |
| Medalha de ouro   | Beatrice Nedberge Llano | Noruega       | 62.30 | 63.55 | 63.81 | 64.33 | 64.33      |                 |
| Medalha de prata  | Alexandra Hulley        | Austrália     | x     | 63.47 | 57.68 | 62.47 | 63.47      |                 |
| Medalha de bronze | Suvi Koskinen           | Finlândia     | 62.49 | x     | x     | x     | 62.49      |                 |
| 4                 | Krista Tervo            | Finlândia     | x     | 60.09 | x     | 62.25 | 62.25      |                 |
| 5                 | Mayra Gaviria           | Colômbia      | 59.68 | x     | x     | 62.18 | 62.18      | NJR             |
| 6                 | Kinga Łepkowska         | Polónia       | x     | 59.73 | 60.86 | 59.46 | 60.86      | Recorde pessoal |
| 7                 | Sara Fantini            | Itália        | 59.56 | x     | x     |       | 59.56      |                 |
| 8                 | Grete Ahlberg           | Suécia        | 57.50 | 58.65 | 58.43 |       | 58.65      |                 |
| 9                 | Shang Ningyu            | China         | 57.95 | 58.30 | x     |       | 58.30      |                 |
| 10                | Ayamey Medina           | Cuba          | x     | x     | 58.27 |       | 58.27      |                 |
| 11                | Emma Thor               | Suécia        | x     | 55.34 | x     |       | 55.34      |                 |
| 12                | Anastasiya Maslova      | Bielorrússia  | x     | x     | x     |       | NM         |                 |

Legenda
| Recorde mundial       | Recorde mundial (World record)               |                       | Recorde africano                      | Recorde africano (African) |                                           | Q | Classificado por posição (Qualified) |
| Recorde do campeonato | Recorde do campeonato (Championship record)  | Recorde da América    | Recorde da América (Americas)         | q                          | Classificado por melhor tempo (Qualified) |   |                                      |
| Melhor marca do ano   | Melhor marca do ano (World leading)          | Recorde asiático      | Recorde asiático (Asian)              | DNS                        | Não largou (Did not start)                |   |                                      |
| Recorde nacional      | Recorde nacional (National record)           | Recorde europeu       | Recorde europeu (European)            | DNF                        | Não terminou (Did not finish)             |   |                                      |
| Recorde pessoal       | Recorde pessoal do atleta (Personal best)    | Recorde da Oceania    | Recorde da Oceania (Oceania)          | DSQ / DQ                   | Desclassificado (Disqualified)            |   |                                      |
| Recorde da temporada  | Recorde da temporada do atleta (Season best) | Recorde sul-americano | Recorde sul-americano (South America) | NM                         | Sem marca (No mark)                       |   |                                      |